# Zamek w Birżach
Zamek w Birżach – zamek w Birżach na Litwie, w przeszłości stanowił rezydencję rodu Radziwiłłów.

## Historia
na początku XV wieku zbudowano drewniany zameczek. W 1415 roku przebywał w nim król Władysław II Jagiełło. Właścicielem zameczku w 2. poł. XV w. był Grzegorz Friedkonis (sekretarz króla Kazimierza Jagiellończyka). Po jego bezpotomnej śmierci jego dobra przeszły na krewnych żony pochodzącej z Radziwiłłów, w rękach których Birże znajdowały się od 1492 roku.
W 1 połowie XVI w. Mikołaj Radziwiłł „Rudy” zbudował nową rezydencję, rozbudowaną następnie przez jego brata Krzysztofa Mikołaja Radziwiłła „Pioruna”. Na początku XVII wieku jego syn, Krzysztof Radziwiłł, otoczył zamek fortyfikacjami bastionowymi na wzór niderlandzki. Zamek w 1625 roku został zdobyty przez wojska szwedzkie i służył przez krótki czas jako kwatera Gustawa Adolfa, a następnie został ograbiony i zdewastowany. W 1636 roku rozpoczęła się odbudowa ze środków przekazanych przez Sejm Rzeczypospolitej.
Nowy pałac w Birżach zbudował w latach 1638-1640 hetman Janusz Radziwiłł, a wyposażanie trwało po 1640 r., gdy zamek odziedziczył książę Bogusław Radziwiłł. Stanowił on wariant palazzo in fortezza. Po śmierci Ludwiki Karoliny Radziwiłłówny w 1695, zamek przeszedł na własność jej córki księżniczki neuburskiej. 9 marca 1701 r. na zamku spotkali się król polski August II Mocny i car rosyjski Piotr I. W kolejnej wojnie ze Szwedami w 1704 został zniszczony razem z fortyfikacjami i został opuszczony. Dobra powróciły w posiadanie Radziwiłłów (z linii z Nieświeża) w poł. XVIII w. dzięki staraniom Hieronima Floriana. W 1811 Dominik Hieronim Radziwiłł utracił je, kiedy Rosja pod pretekstem niespłacenia kredytu zajęła mu majątki znajdujące się w zaborze rosyjskim i sprzedała tanio Tyszkiewiczom, którzy dzierżyli je do II wojny światowej, jednak sami mieszkali w nowym pałacu nie zajmując się zamkiem.
Zamek dotrwał do lat 70. XX w. jako ruina i następnie w latach 1978–1985 został zrekonstruowany przez komunistyczne władze litewskie z przeznaczeniem na muzeum.
Zamek otacza park o pow. ok. 8 ha, znajdujący się na zboczu opadającemu ku jezioru Szyrwena.

## Galeria

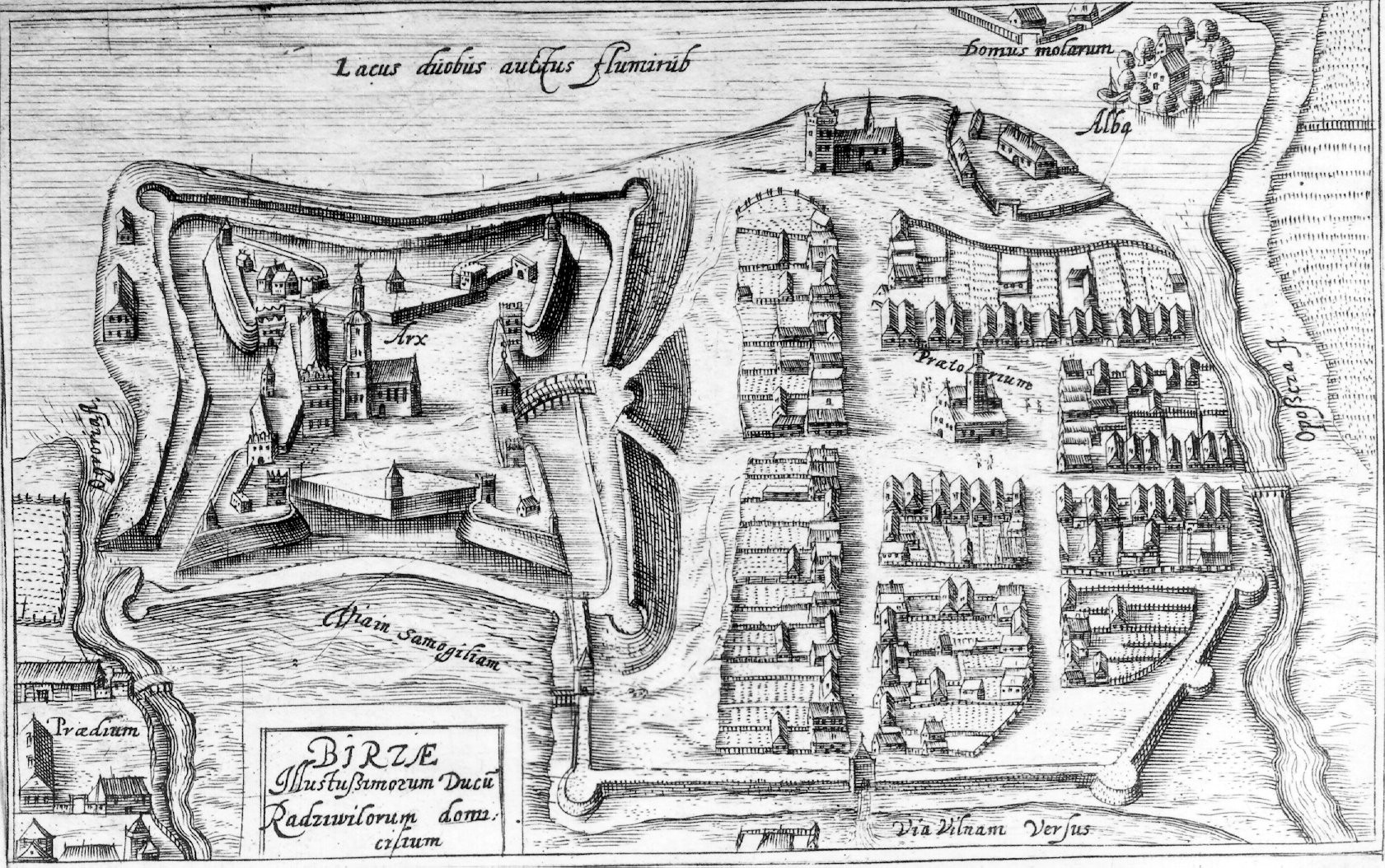
Birże w 1600
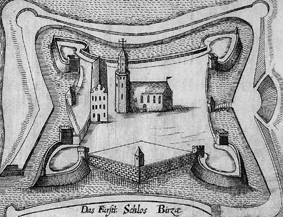
Zamek w XVII w.
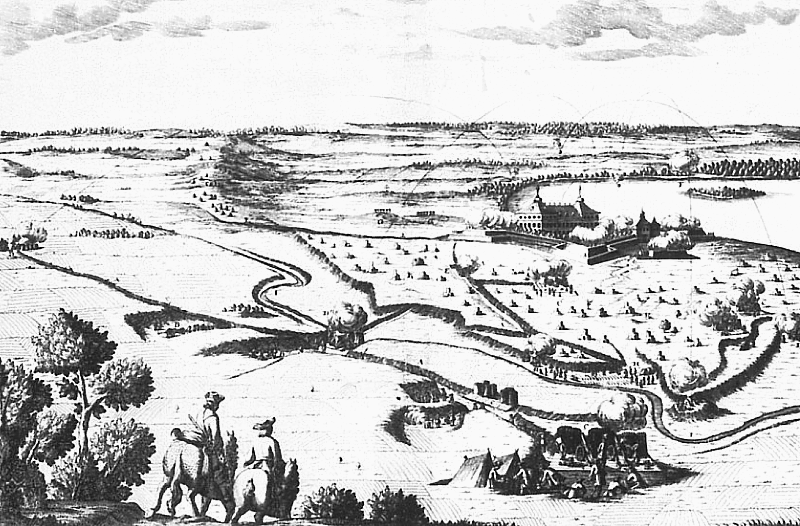
Oblężenie w 1704 r.
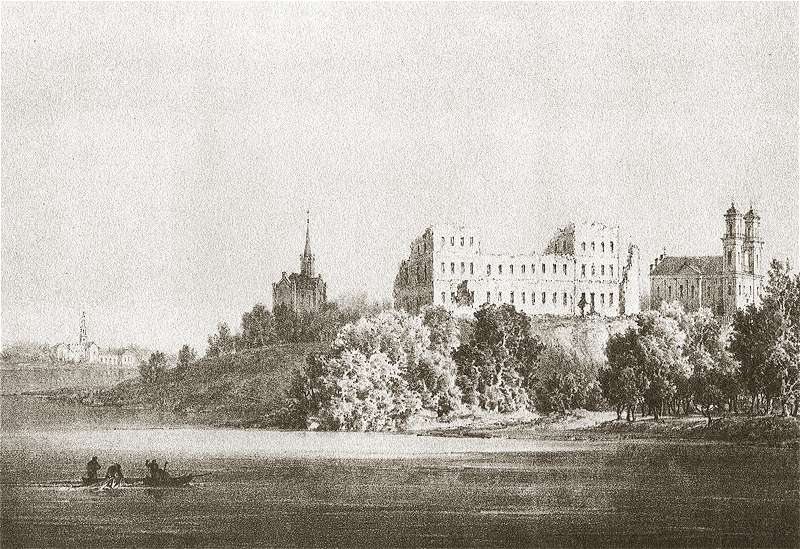
Birże w XIX w.
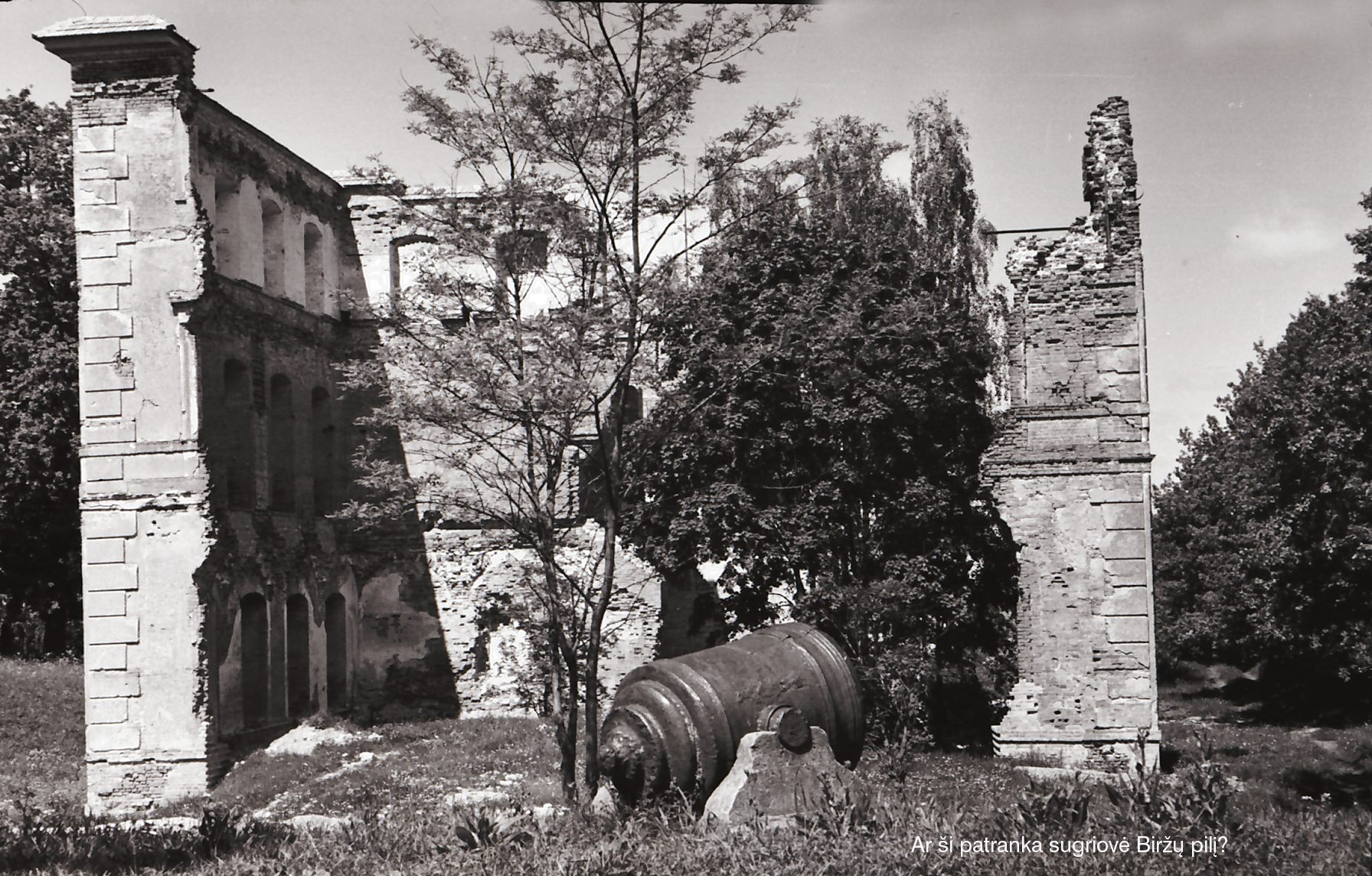
Ruiny w 1954
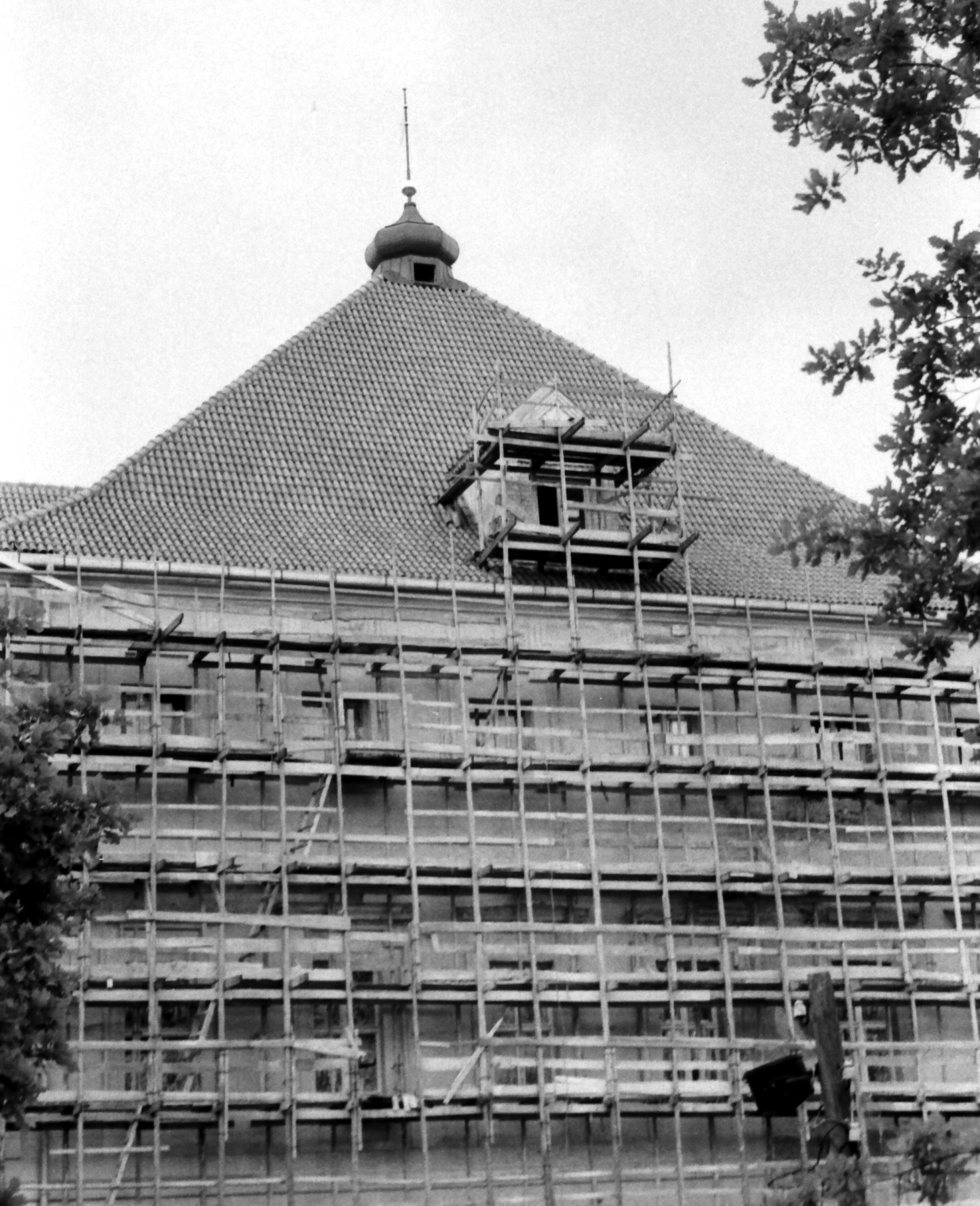
Pałac w trakcie rekonstrukcji w 1985 r.
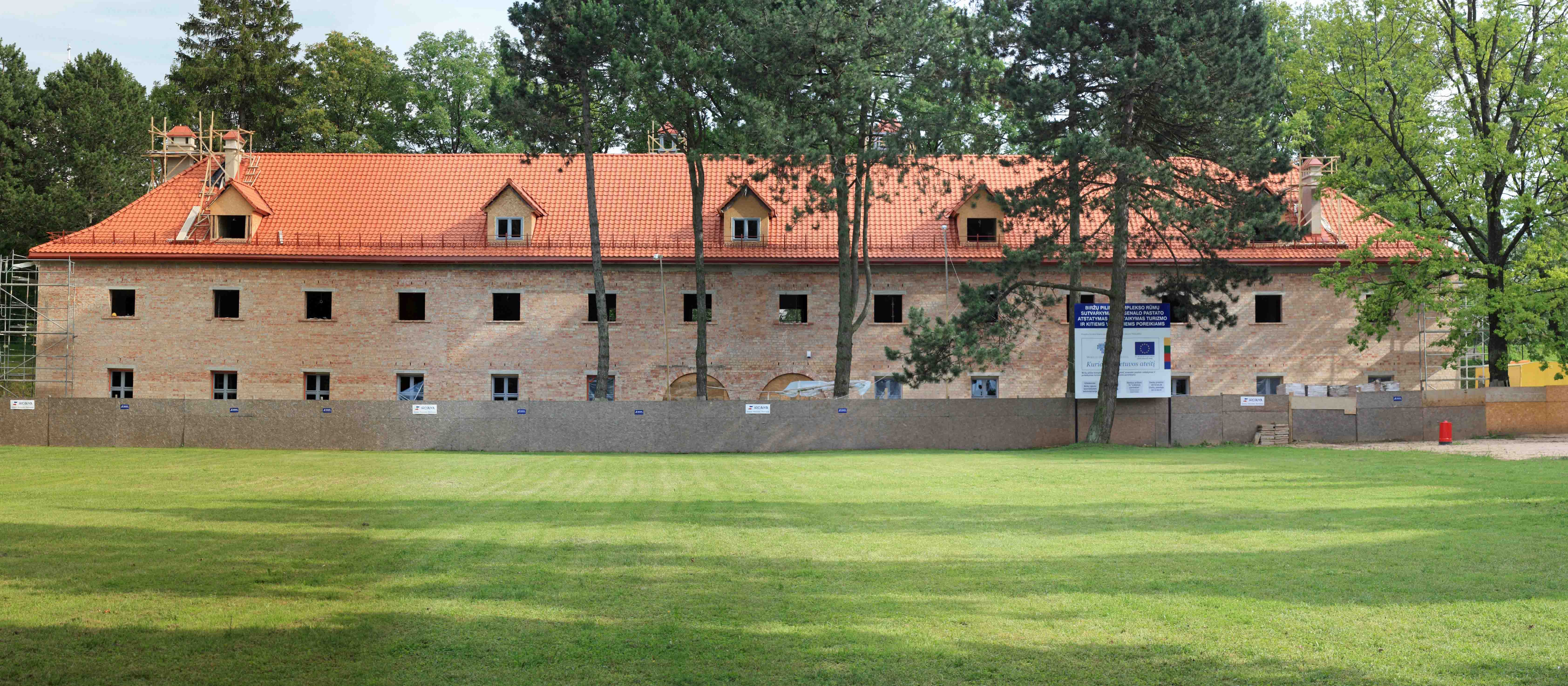
Arsenał zamkowy w trakcie rekonstrukcji w 2012 r.
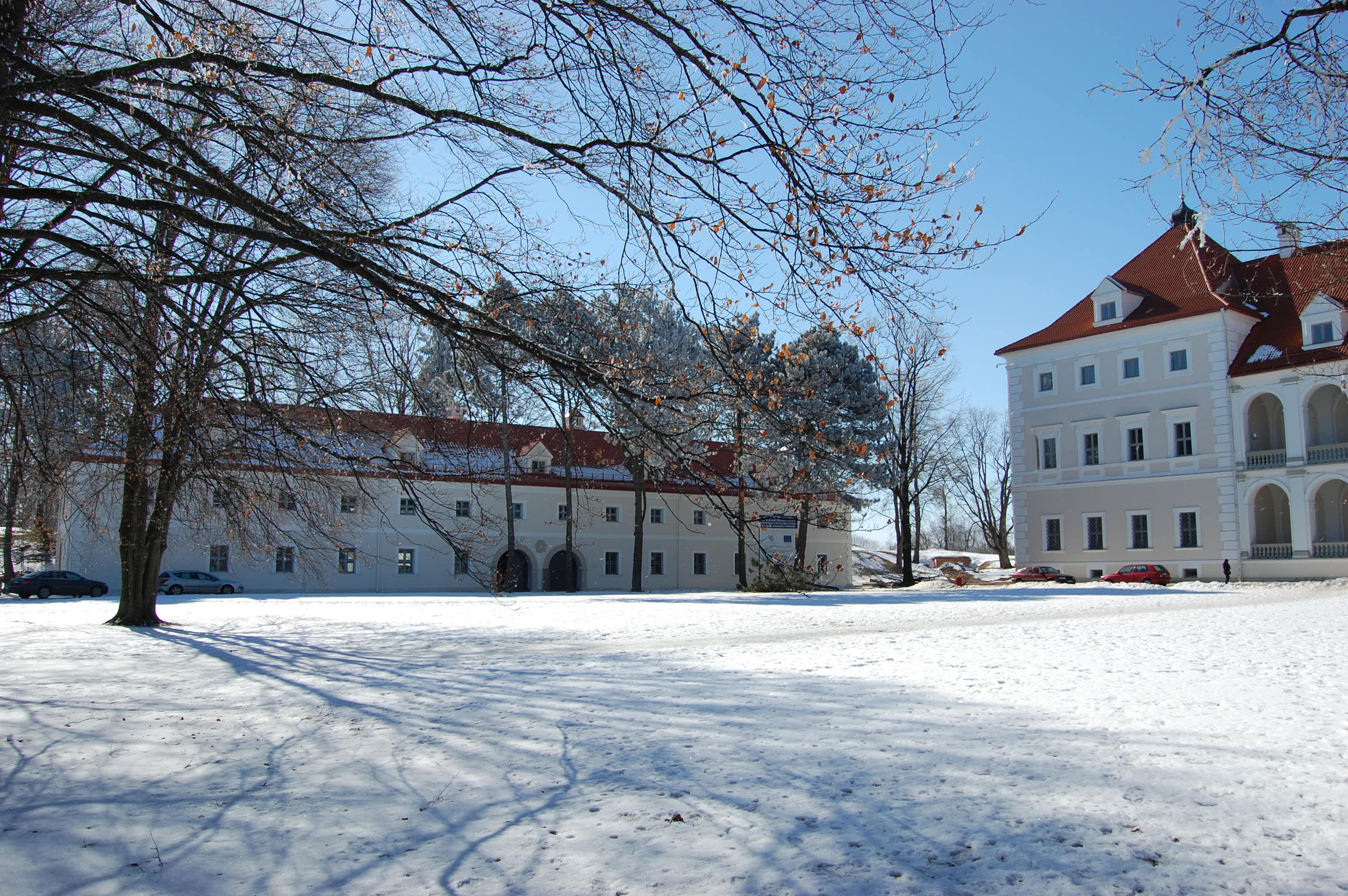
Dziedziniec zamkowy
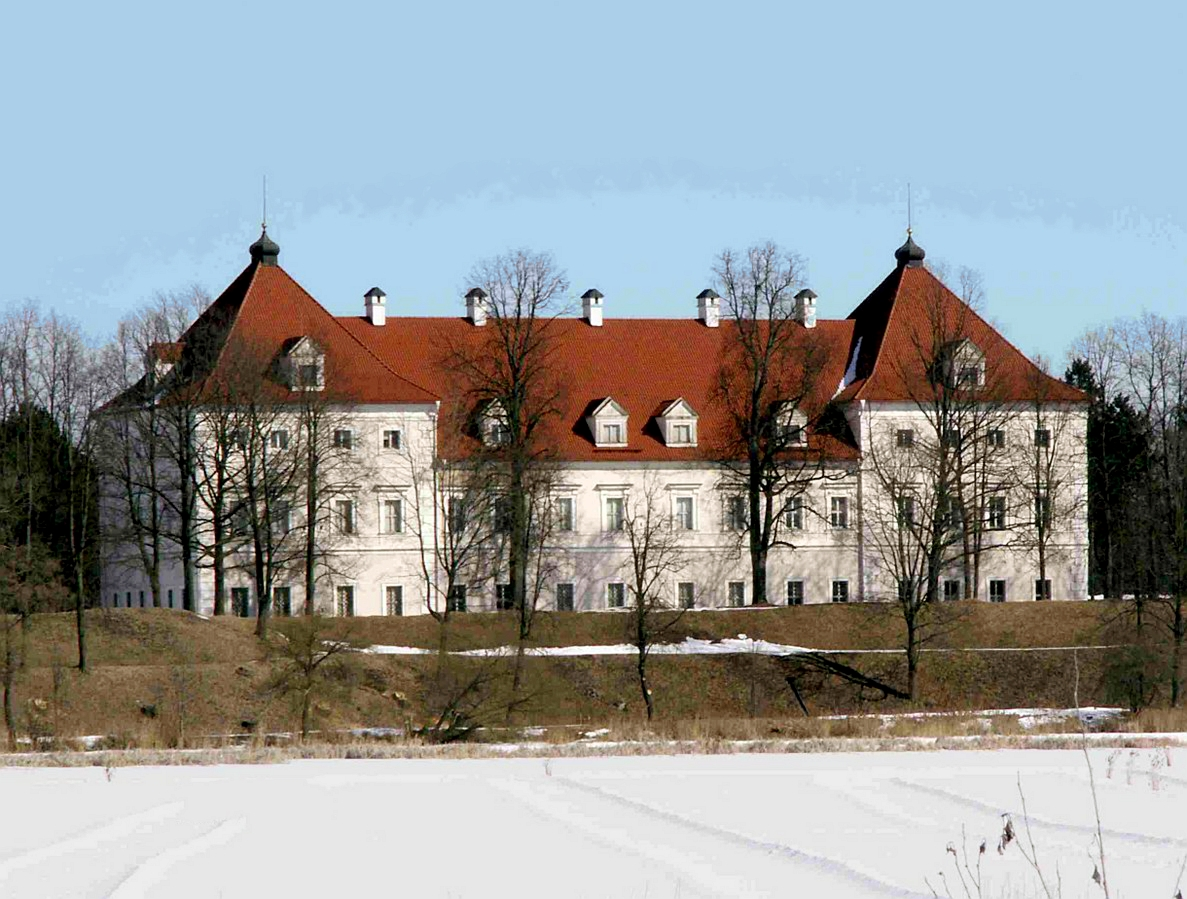
Pałac od strony zachodniej
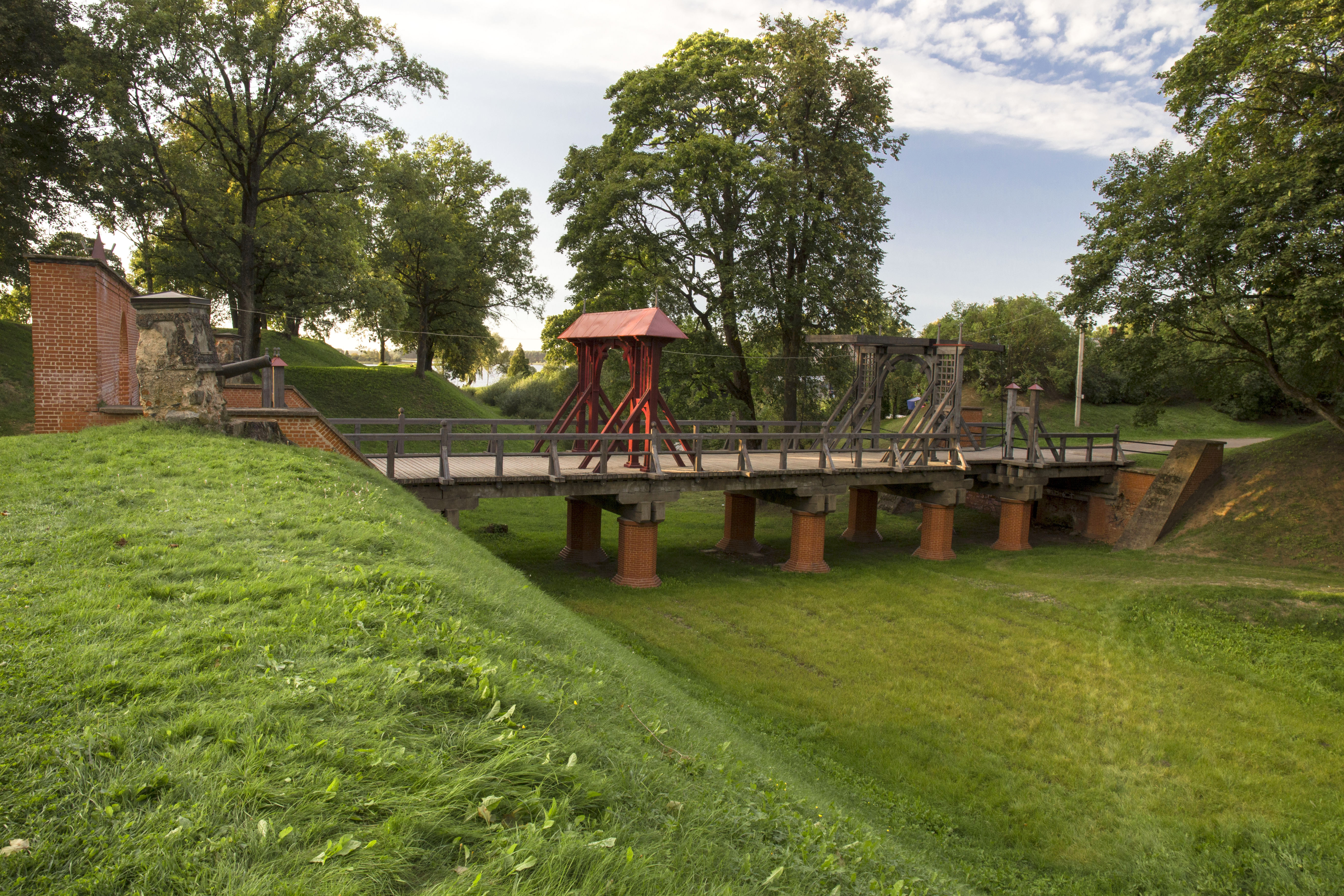
Most zwodzony nad zamkową fosą